# Stenopogon cervinus
Stenopogon cervinus är en tvåvingeart som beskrevs av Friedrich Hermann Loew 1861. Stenopogon cervinus ingår i släktet Stenopogon och familjen rovflugor. Inga underarter finns listade i Catalogue of Life.